# Ipomoea chloroneura
Ipomoea chloroneura är en vindeväxtart som beskrevs av Hallier f. Ipomoea chloroneura ingår i släktet praktvindor, och familjen vindeväxter. Inga underarter finns listade i Catalogue of Life.